# Mesmeur

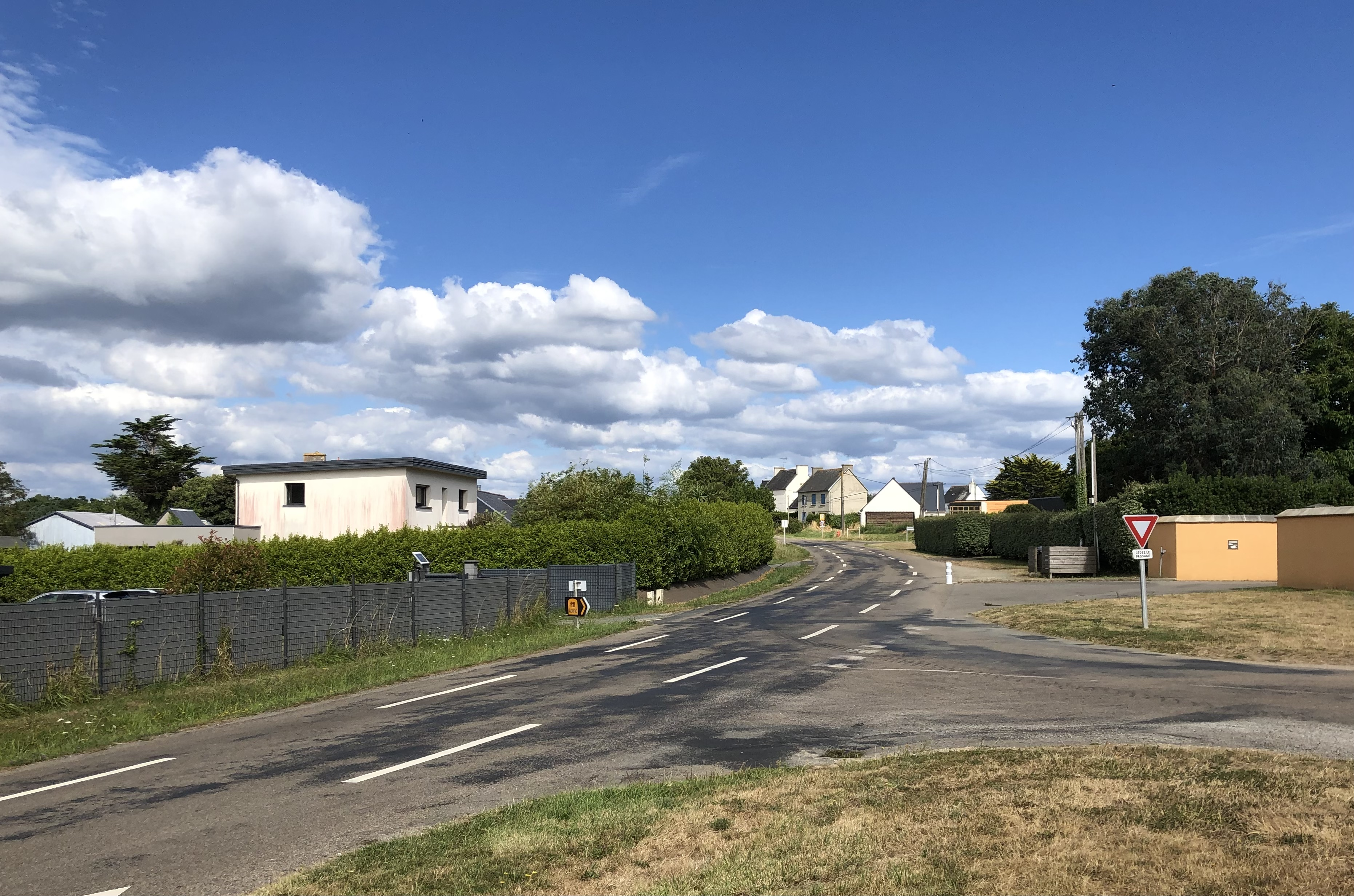
Straße durch Mesmeur, 2022

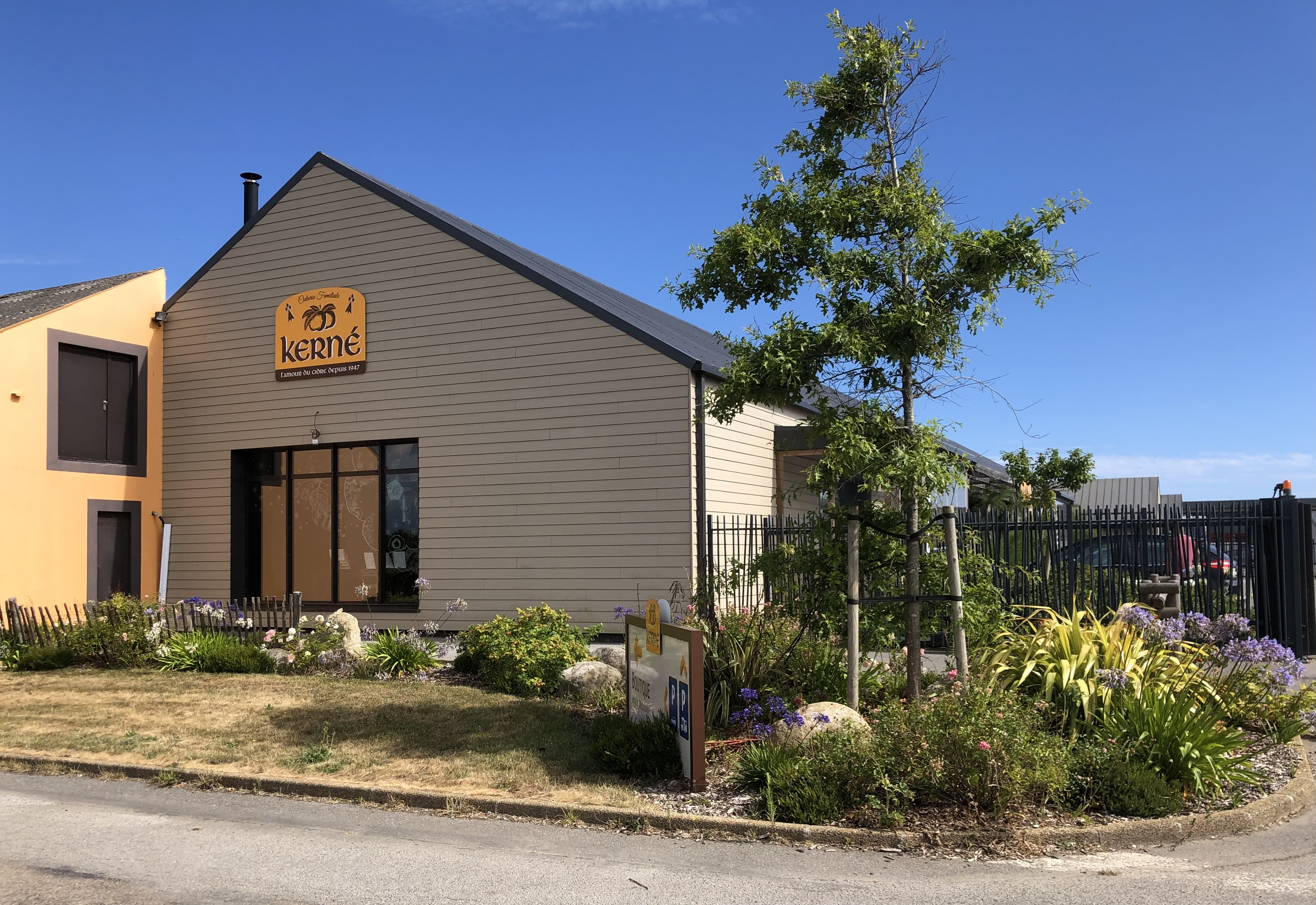
Werksverkauf von Kerné

Mesmeur ist ein zur französischen Gemeinde Pouldreuzic in der Bretagne gehörendes Dorf.
Es liegt in der südlichen Bretagne im Bigoudenland, nordwestlich von Pouldreuzic, dem Hauptort der Gemeinde. Westlich befindet sich das Dorf Lababan, südwestlich Kerudalem. 
In dem kleinen Dorf befindet sich der Sitz des 1947 gegründeten Cider-Herstellers Kerné, der im Ort auch einen Werksverkauf betreibt. Baulich ist das an der westlichen Ortsausfahrt gelegene, aus dem Mittelalter stammende Wegkreuz Croix de Soconan bemerkenswert.